# Lydomorphus pauliani
Lydomorphus pauliani is een keversoort uit de familie van oliekevers (Meloidae). De wetenschappelijke naam van de soort is voor het eerst geldig gepubliceerd in 1965 door Kaszab.